# Carlos Indiano
Carlos Indiano de Marcos (nacido el 14 de septiembre de 1988 en Madrid, España) es un futbolista español, que actualmente se desempeña como centrocampista en C.D.C Moscardó.

## Trayectoria
Se formó como futbolista en la cantera del Atlético de Madrid. Centrocampista organizador y de vocación ofensiva, Indiano también ha militado en el Deportivo Alavés y en el Cádiz.
Con el Albacete Balompié, consiguió el ascenso a Segunda División jugando un total de 32 partidos disputados.
En el mercado de invierno de la temporada 2014/15, tras quedar desvinculado del Albacete, firmó con el Hércules, donde únicamente le dio tiempo a participar en cinco partidos de Liga con el Hércules, tras sufrir una lesión que le tendría apartado 6 meses del equipo. Pese a su lesión, el futbolista fue renovado y en la pretemporada partía como uno más, pero en la siguiente temporada entra muy poco en los planes del entrenador Manuel Herrero Galaso y abandona el club en el mercado de invierno.
En enero de 2016, firma con el FC Cartagena, hasta junio de 2016.
En verano de 2016, tras salir del FC Cartagena, firma por el Lleida Esportiù, donde jugaría hasta enero de 2017. En dicha fecha, el jugador causaría baja en el Lleida Esportiu y recalaría en el Badalona hasta el final de la temporada 2016-17. Catorce partidos con los ilerdenses para el madrileño, que justamente estaba siendo pieza importante en el recuperación clasificatoria del equipo de Gustavo Siviero.

## Clubes
| Club                    | País   | Año           | Partidos | Goles |
| ----------------------- | ------ | ------------- | -------- | ----- |
| Atlético Madrid C       | España | 2005-2006     |          |       |
| Atlético Madrid B       | España | 2006-2007     |          |       |
| Deportivo Alavés        | España | 2010-2012     |          |       |
| Cádiz CF                | España | 2012-2013     |          |       |
| Albacete Balompié       | España | 2013-2015     |          |       |
| Hércules CF             | España | 2015- 2016    |          |       |
| Fútbol Club Cartagena   | España | 2016          |          |       |
| Club Lleida Esportiu    | España | 2016          |          |       |
| Club de Fútbol Badalona | España | 2017          |          |       |
| Marbella Fútbol Club    | España | 2017-2018     |          |       |
| Salamanca CF UDS        | España | 2018-Presente |          |       |